# Grup Els Demòcrates
El Grup Els Demòcrates (en francès: Groupe Les Démocrates), anteriorment Grup Demòcrata, MoDem i Independents (Groupe démocrate, MoDem et indépendants) fins 2024, és un grup parlamentari de l'Assemblea Nacional francesa impulsat pel Moviment Demòcrata.

## Història
Després d'un acord assolit l'11 de maig de 2017 entre Emmanuel Macron i François Bayrou, diversos candidats del Moviment Demòcrata es van presentar a les eleccions d'aquell any sota la bandera del moviment presidencial La République en Marche (LREM). Amb 42 diputats electes, el partit va impulsar el seu propi grup parlamentari, anomenat llavors Moviment demòcrata i afiliats, que va comptar inicialment amb 47 diputats de MoDem, LREM i de DVG, composició que s'ha anat repetint des de llavors amb poques variacions.
Després de les eleccions legislatives de 2024, actualment el grup està format per 36 diputats, la composició més baixa fins a data d'avui, integrat per 33 escons de MoDem, un diputat de LREM, un de Reagrupament Sant Martinès (LREM) i un de DVG.

### Evolució del logotip

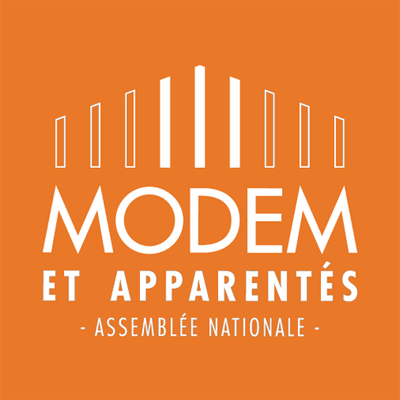
2017-2020
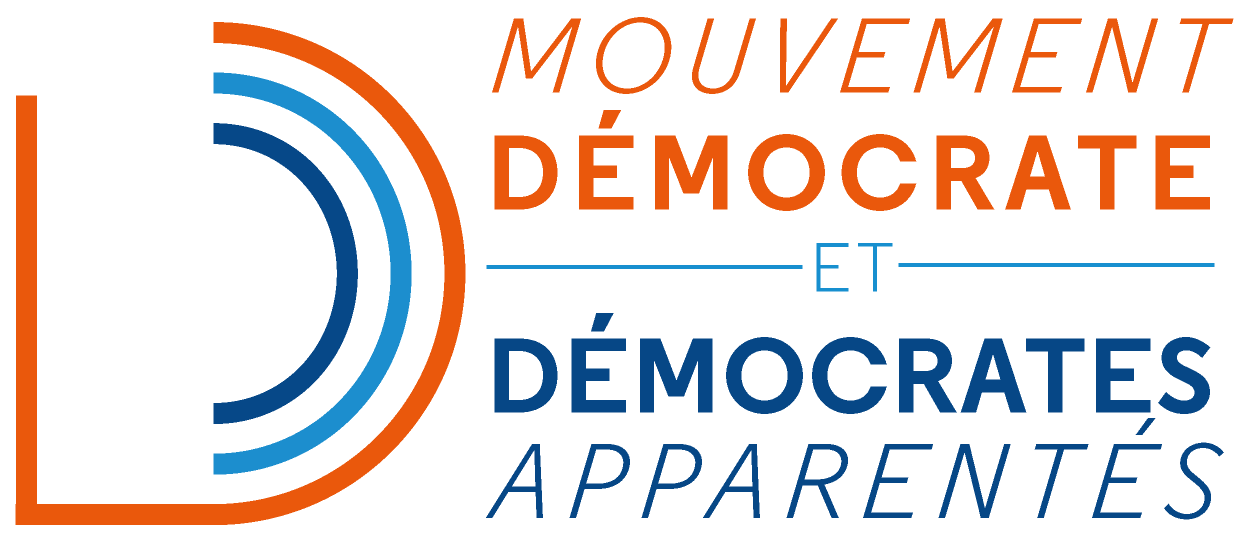
2020-2022
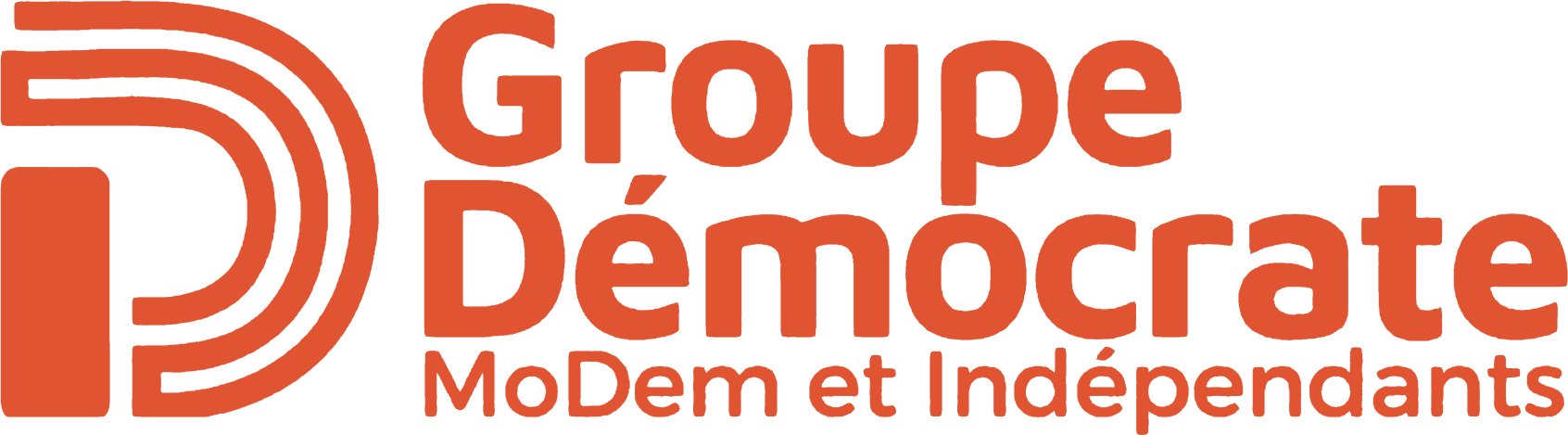
2022-2024

## Composició

### Composició actual
| Partit                   | Partit   | Nom                        | Circumscripció                  |
| ------------------------ | -------- | -------------------------- | ------------------------------- |
|                          | MoDem    | Erwan Balanant             | 2a de Charanta Marítima         |
| Géraldine Bannier        | MoDem    | 8a de Finisterre           |                                 |
| Anne Bergantz            | MoDem    | 2a de Mayenne              |                                 |
| Christophe Blanchet      | MoDem    | 2a d'Yvelines              |                                 |
| Philippe Bolo            | MoDem    | 6a del Gard                |                                 |
| Mickaël Cosson           | MoDem    | 7a del Maine i Loira       |                                 |
| Laurent Croizier         | MoDem    | 12a dels Alts del Sena     |                                 |
| Fabien Lainé             | MoDem    | 6a dels Pirineus Atlàntics |                                 |
| Romain Daubié            | MoDem    | 1a de Costes d'Armor       |                                 |
| Didier Padey             | MoDem    | 1a del Doubs               |                                 |
| Marc Fesneau (président) | MoDem    | 3a de Dordonya             |                                 |
| Bruno Fuchs              | MoDem    | 1a de Landes               |                                 |
| Perrine Goulet           | MoDem    | 2a d'Ain                   |                                 |
| Jean-Carles Grelier      | MoDem    | 2a de Loir i Cher          |                                 |
| Cyrille Isaac-Sibille    | MoDem    | 1a de Sena i Marne         |                                 |
| Sandrine Josso           | MoDem    | 3a del Loira               |                                 |
| Philippe Latombe         | MoDem    | 3a de Sarthe               |                                 |
| Pascal Lecamp            | MoDem    | 2a dels Pirineus Atlàntics |                                 |
| Delphine Lingemann       | MoDem    | 9a de Gironda              |                                 |
| Emmanuel Mandon          | MoDem    | 9a d'Yvelines              |                                 |
| Éric Martineau           | MoDem    | 6a del Baix Rin            |                                 |
| Jean-Paul Mattei         | MoDem    | 2a de l'Alt Rin            |                                 |
| Sophie Mette             | MoDem    | 2a de Morbihan             |                                 |
| Louise Morel             | MoDem    | 7a de l'estranger          |                                 |
| Hubert Ott               | MoDem    | 4a de Vall del Marne       |                                 |
| Jimmy Pahun              | MoDem    | 1a dels Pirineus Atlàntics |                                 |
| Frédéric Petit           | MoDem    | 6a de Loiret               |                                 |
| Maud Petit               | MoDem    | 5a d'Indre i Loira         |                                 |
| Josy Poueyto             | MoDem    | 4a de Viena                |                                 |
| Richard Ramos            | MoDem    | 3a de Puèi Domat           |                                 |
| Sabine Thillaye          | MoDem    | 4a d'Eure i Loir           |                                 |
| Nicolas Turquois         | MoDem    | 4a de Calvados             |                                 |
| Philippe Vigier          | MoDem    | 5a del Roine               |                                 |
|                          | LREM     | Blandine Brocard           | Saint-Barthélemy i Saint-Martin |
|                          | RSM-LREM | Frantz Gumbs               | 6a de Val-d'Oise                |
|                          | DVG      | Olivier Falorni            | 1a de Charanta Marítima         |

## Presidents del Grup
|  | Nom              | Mandat               | Mandat               | Notes |
|  | ---------------- | -------------------- | -------------------- | --- |
|  | Marc Fesneau     | 25 de juny de 2017   | 17 d'octubre de 2018 | Diputat de Loir i Cher, va deixar el càrrec al 2018 quan va ser nomenat Ministre de Relacions amb el Parlament al segon gabinet d'Édouard Philippe. |
|  | Patrick Mignola  | 17 d'octubre de 2018 | 21 de juny de 2022   | Diputat de Savoia, va perdre el seu mandat com a diputat a les eleccions legislatives del 2022.                                                     |
|  | Jean-Paul Matteï | 28 de juny de 2022   | 9 de juny de 2024    | Diputat dels Pirineus Atlàntics, va ser elegit president el 2022.                                                                                   |
|  | Marc Fesneau     | 10 de juliol de 2024 | En curs              | Diputat de Loir i Cher, tornà al seu escó al 2024 després d'haver estat Ministre d'Agricultura durant poc més de 2 anys.                            |

## Composició històrica
| Leg. | Any  | Nom                                      | Membres | Afiliats | Total    | +/- | %      |
| ---- | ---- | ---------------------------------------- | ------- | -------- | -------- | --- | ------ |
| XV   | 2017 | Moviment demòcrata i afiliats            | 43      | 4        | 47 / 577 | 47  | 8,15 % |
| XV   | 2018 | Moviment demòcrata i afiliats            | 42      | 4        | 46 / 577 | 1   | 7,97 % |
| XV   | 2019 | Moviment demòcrata i afiliats            | 41      | 5        | 46 / 577 | =   | 7,97 % |
| XV   | 2020 | Moviment demòcrata i demòcrates afiliats | 49      | 8        | 57 / 577 | 11  | 9,88 % |
| XVI  | 2022 | Demòcrata, MoDem i independents          | 48      | 0        | 48 / 577 | 9   | 8,32 % |
| XVII | 2024 | Els Demòcrates                           | 35      | 1        | 36 / 577 | 12  | 6,24 % |